# La Llorona (Grimm)
«La Llorona» (a veces escrito incorrectamente como «La Lloranna») es el noveno episodio de la segunda temporada de la serie de televisión estadounidense de drama policíaco sobrenatural y fantasía oscura Grimm. El guion principal del episodio fue escrito por la guionista Akela Cooper, y la dirección general estuvo a cargo de Holly Dale. 
El episodio se transmitió originalmente el 26 de octubre de 2012 por la cadena de televisión NBC como parte de un especial de Halloween. Mientras que en América Latina el episodio se estrenó el 26 de noviembre del mismo año por el canal Universal Channel.
En este episodio Nick y Hank investigan una serie de secuestros infantiles que guardan un enorme parecido con la leyenda hispana de La Llorona. Con la ayuda de una detective de Nuevo México, los detectives esperan poner fin a la trágica cadena de secuestros que anteceden incluso varios años, lo que deja a Nick inseguro por primera vez de lo que enfrenta. En otra parte, Monroe se deja llevar por el espíritu de Halloween.

## Argumento
En plena víspera de Halloween en Portland, Luis Álvarez trata de pasar un tiempo con su hijo Rafael, pero el hombre se distrae cuando sale en la ayuda de una misteriosa mujer de blanco que avanza llorando a un río, aparentemente buscando el suicidio. En el momento que Luis se arroja ayudar a la mujer, este contempla aterrado como la misma se aleja desde lejos con Rafael sin que el niño haga algo al respecto. Un desesperado Luis recurre a la ayuda de la policía, pero su incapacidad para hablar Inglés solo impide que el caso avance. Cuando Nick y Hank son llamados para atender el caso, el primero decide llamar a Juliette para que intervenga como la traductora, dado que la veterinaria puede hablar español fluidamente.  
Gracias a la traducción de Juliette, Nick y Hank llegan hasta el hogar de Luis donde proceden a buscar evidencia de cualquier posible responsable. Pilar, la vecina de Luis, se comunica con Juliette, alegando que conoce quien es la secuestradora, y procede a explicar que se trata de "La Llorona", una mujer que según varias leyendas hispanas, es un fantasma que se la pasa llevándose a los niños para ahogarlos en un río. Poco después de la retirada de los policías, Pilar se acerca a Juliette y le advierte que su rasguño es señal de que alguien le hizo un maleficio. 
En otra parte de EUA, una Wesen parecida a un jaguar, recibe una alerta de un nuevo secuestro y decide ir inmediatamente a la ciudad donde ocurrió. De regreso en Portland, a la comisaría de la ciudad llega la misma Wesen, quien se presenta con el nombre de Valentina Espinoza una detective de Alburque, que tiene una enorme experiencia lidiando con el caso, y les advierte a los policías que dentro de poco habrá un segundo y tercer secuestro.
Poco tiempo después en otro río de Portland, una niña es secuestrada por la Llorona, quien la lleva hasta su guarida junto a Rafael. Al enterarse del segundo secuestro, Nick y Hank comienzan a confiar en Valentina, pero en ese momento aparece el capitán Renard para ordenarles que pongan bajo custodia a la detective, dado que la misma fue despedida de su oficio por su obsesión con el caso. Nick evita que Valentina ataque al resto de los policías y más tarde los detectives la interrogan para descartarla de estar involucrada en los delitos, pero Valentina les advierte que habrá un tercer secuestro y alega que está detrás de la mujer porque fue la responsable de la muerte de su sobrina, rehusándose a creer que la responsable sea una fantasma.
Nick se ve interesado en comprobar la autenticidad de la secuestradora, pero cuando va a investigar al tráiler de la tía Marie junto a Hank, los dos descubren que ni los antepasados de Nick pudieron determinar quien era la Llorona. Ante la incapacidad de probar que Valentina tiene razón con sus superiores, sin saber realmente a que se enfrenta y con la aparición del precedido tercer secuestro. Nick y Hank liberan a Valentina y con las aportaciones de los conocimientos de la Wesen, los tres determinan que la llorona va ahogar a los niños en un punto donde se unen los ríos en los que los niños fueron secuestrados.  
En el río cercano a la guarida de la llorona, la mujer se prepara para ahogar a los niños, con el propósito de traer a sus hijos de la muerte. El proceso es interrumpido con la aparición de Nick, Hank y Valentina. Nick y la llorona tienen una pelea en el fondo del río donde el Grimm queda terriblemente asustado por contemplar a su rival desaparecer ante sus ojos. De regreso a la comisaría, Nick consigue reunir a los niños con sus padres y a pesar del descontento del capitán Renard con las acciones de sus detectives, decide dejarlo pasar por alto.
En otra parte de Portland, un entusiasmado Monroe, celebra con emoción el Halloween, al decorar su casa con varias cosas de la fecha. Durante el desarrollo del día, Monroe evita que unos bravucones le roben sus dulces a una niña. Esto provoca la ira de los mismos, y se desquitan con Monroe rompiendo la ventana del Wesen con una de sus decoraciones, construida con un arma medieval de Nick. El Blutbad les regresa la broma, asustándolos con su woge.

## Elenco

### Principal
- David Giuntoli como Nick Burkhardt.
- Russell Hornsby como Hank Griffin.
- Bitsie Tulloch como Juliette Silverton.
- Silas Weir Mitchell como Monroe.
- Sasha Roiz como el capitán Renard.
- Reggie Lee como el sargento Wu.

## Producción
El título, la trama y la frase del episodio están relacionados y/o basados en la popular leyenda hispana del mismo nombre.
Curiosamente debido a su título en español, el episodio está mal escrito en varias páginas como "La Lloranna". 

### Actuación
El episodio contó como invitada especial a Kate del Castillo como la misteriosa detective Valentina Espinoza.
La actriz Bitsie Tulloch destacó por sus escenas en las que hablaba español para comunicar a Luis con Nick y el resto de la policía.
Este episodio no contó con una participación activa por parte del actor Silas Weir Mitchell debido a su aparición estelar en el reality show; Face Off. En una entrevista a Entertainment Weekly, el actor dio su opinión al respecto de la decoración de su personaje: 

Si creen que el episodio de Navidad, eran solo decoraciones, pues santa madre. El departamento de arte de esta serie es asombroso.

### Guion
En una entrevista a TvGuide.com la actriz Bitsie Tulloch reveló algunas cosas relacionadas con el episodio y la buena recepción de los fanes con respecto a la trama: 

"Cuando empece a publicar en Twitter sobre La Llorona, ellos estaban: ¡Oh Dios mio! Mis padres solían contarme esa historia. Es de lo más aterrador. Todos tienen su propia historia personal con ella".

### Continuidad
- La vecina de Luis, Pilar, le advierte a Juliette de sus sentimientos por dos hombres.
- Nick descubre que hay otras amenazas además de los wesen o las siete casas.

## Recepción

### Audiencia
En el día de su transmisión original en los Estados Unidos por la NBC, el episodio fue visto por un total de 6.110.000 de telespectadores, gracias debido en gran medida por el debut del cancelado proyecto de NBC; Mockingbird Lane. No obstante el total de espectadores que vieron el episodio fue de aproximadamente 8.930.000.

### Crítica
El episodio ha recibido críticas mixtas entre los críticos y los fanáticos de la serie:
Emily Rome de Entertainment Weekly, comento: "¿Queeeeeee? ¿Ahora Grimm tiene fantasmas? Estoy segura de que ustedes reaccionaron igual que esto, yo sí, y seguro están dispuestos a platicar de la falta de fantasmas, pero les prometo que ya llegaremos a eso después".
Kevin McFarland de AV Club le dio a episodio una B+ en una categoría de la A a la F argumentando: "Tal vez es porque la historia de La Llorona es uno de mis cuentos favoritos, o porque la imagen de una mujer atrayendo a unos niños a un destino horrible me parezca cursi. Pero el episodio de esta semana es una hora de diversión y terror con un tema de sobrenatural de Halloween por resolver y con humor tonto, haciéndolo del mejor episodio de Grimm hasta la fecha".